# Чограйское водохранилище
Чограйское водохранилище — водохранилище на юге Европейской части России, на границе Ставропольского края и Республики Калмыкия России. Высота зеркала водохранилища над уровнем моря (на момент составления топографических карт) составляла 24,2 м. 

## Физико-географическая характеристика
Расположено в Кумо-Манычской впадине, в долине реки Восточный Маныч. Образовано в результате сооружения земляной плотины длиной 9850 метров и шириной 8 метров.
Водохранилище имеет острова, мелководья, тростниковые заросли. Ширина водохранилища колеблется от 1 до 5 км. Глубина от 0,3-0,5 до 2,0-5,0 м. Мелководья занимают до 60 % акватории. Острова имеют площадь от нескольких гектаров до нескольких десятков и сотен гектаров.

### Климат
Климат континентальный, полупустынный. Количество выпадающих осадков невелико. Так, среднегодовое количество осадков, выпадающих в расположенном у плотины водохранилища посёлке Южном, составляет всего 315 мм. Среднегодовая температура положительная (+10,2 С).

### Гидрология
Основной гарантированный источник водоподачи ‒ воды бассейнов Терека и Кумы, поступающие по Терско-Кумскому и Кумо-Манычскому каналам. Общая удельная водоподача достигает 60 м³/с. Также частично водохранилище пополняется местным стоком с водосборной площади реки Восточный Маныч
Из водохранилища поступает самотеком в Черноземельский магистральный канал, оттуда в межхозяйственные распределители.
Несмотря на зарегулированность водохранилища, в засушливые годы происходит снижение уровня воды. За последние 25 лет колебания уровня воды достигают одного метра (весенне-летний период). В отдельные годы при профилактических работах (осень) колебания уровня воды достигают 2 м. Полный ледостав наблюдается практически ежегодно, но в отдельные годы — в течение очень короткого периода (1-2 недели). По среднемноголетним показателям ледостав отмечается с декабря по конец февраля.

## История
Водохранилище сдано в эксплуатацию в 1969 году.
1 ноября 1971 года образовано Управление эксплуатации Кумских гидроузлов и Чограйского водохранилища. .
Заполнение до проектного уровня закончено в 1973 году. Проектный нормальный подпорный уровень водохранилища составлял 23,8 м, при этом уровне общий объём водохранилища составлял 0,72 км³, полезный объём — 0,67 км³, площадь зеркала — 193 км², длина водохранилища была 48,8 км, максимальная ширина — до 9 км, средняя глубина — 3,6 м. В настоящее время уровень водохранилища ниже нормального проектного уровня, площадь зеркала сократилась до 130,4 км², а полезный объём сократился более чем вдвое — до 0,28 км³. Площадь поверхности при НПУ — 193 км².
Водохранилище обеспечивает развитие мелиорации, орошаемого земледелия и обводнения пастбищ. На территории Калмыкии с начала 1970-х годов эксплуатируется Черноземельская оросительно-обводнительная система. Кроме того, водохранилище служит источником питьевого водоснабжения населения Ики-Бурульского, Приютненского районов Калмыкии и города Элисты.

## Экологическое состояние
За последние годы качество воды в водохранилище значительно снизилось. В связи с подачей загрязнённых стоков из реки Кумы минерализация воды возросла до 1,6‒1,7 г/л при сульфатно-хлоридно-гидрокарбонатном типе засоления. Концентрация токсичных сульфат-ионов — доходит до 0,7 г/л, а ионов хлора ‒ до 0,3 г/л. По качеству вода не пригодна для питьевого водоснабжения и ограниченно пригодна для орошения и водопоя скота. Многолетнее аккумулирование паводковых вод Терека, несущих большое количество взвешенных частиц, привело к заилению ложа водохранилища. Его полезный объём уменьшился до 280 млн м³, а площадь водной поверхности снизилась до 130,4 км².
Водохранилище нуждается в значительном объёме рекреационных работ по его очистке и по поддержке обслуживающих его гидротехнических сооружений.

## Фауна
Водоём имеет большое рыбопромысловое значение. В 1990-е годы в Чограйском водохранилище было зарегистрировано 23 вида и подвида рыб, из них 7 вселенцев и мигрантов. Доминируют по численности серебряный карась, окунь, сазан, лещ, густера и краснопёрка. Редкими для водоёма являются линь, золотой карась, сом.
Водохранилище расположено в пределах самой крупной миграционной трассы в Евразии, соединяющей Западную Сибирь, Таймыр и Казахстан с Ближним и Средним Востоком, северной и восточной Африкой. В настоящее время угодье, наряду с озёрами Маныч-Гудило и Маныч, Лысым Лиманом, является самым крупным местом длительных остановок мигрирующих гусеобразных, в том числе краснозобой казарки и пискульки, в пределах России. Основными местообитаниями на Чограйском водохранилище являются мелководья, острова, заросли тростника (преимущественно гнездовые местообитания) и прибрежная суша с злаково-разнотравной растительностью (места остановок мигрирующих гусеобразных).
Водохранилище используется для гнездовья рядом птиц, занесённых в Красную книгу России, среди них: кудрявый пеликан, розовый пеликан, колпица, каравайка, черноголовый хохотун и др.

## Транспортное значение
Так как Восточный Маныч и Чограйское водохранилище не соединены судоходным путём с каким-либо крупным водоемом, проводка судов по системе Маныча является сложной задачей. В 1976 году была выполнена операция по транспортировке двух насосных установок, соответственно весом 320 и 280 тонн, с реки Дон до озера Маныч-Гудило, далее перевозка осуществлялась по суше. В наше время (январь 2012) эти насосы не работают и финансирование ремонта не предвидится.

## Охрана окружающей среды
В целях охраны экосистемы водохранилища и прилегающих территорий на территории Калмыкии созданы заказники «Зунда» и «Чограйский». Чограйское водохранилище включено в список перспективных водно-болотных угодий как соответствующее критериям 1, 2, 3, 4, 5, 6 Рамсарской конвенции
В конце 1980-х гг. разрабатывался проект канала «Волга-Чограй», который бы обеспечивал подачу в Чограйское водохранилище волжской воды. Создание канала грозило ухудшить экологическую ситуацию не только в районе Чограйского водохранилища, но и на территории Восточного Ставрополья и Калмыкии. На орошаемых территориях прогнозировалось интенсивное опустынивание и вторичное засоление почв. Проект вызвал критику ученых и общественности, поэтому был отменен.